# Českolipská kotlina
Českolipská kotlina je geomorfologický okrsek na jihu a jihozápadě Zákupské pahorkatiny, ležící v okrese Česká Lípa Libereckého kraje. Největším sídlem v okrsku je okresní město Česká Lípa v západní části. Dalšími významnými sídly jsou jediná další města, Mimoň ve východní a Zákupy ve střední části okrsku.

## Charakter území
Je to mělká strukturně denudační sníženina při středním toku Ploučnice. Je tvořená převážně coniackými vápnitými jílovci a slínovci, méně turonskými pískovci, s pokryvy kvartérních sedimentů. Je charakterizována plochým povrchem říčních teras, údolních niv, strukturně denudačních plošin, kryopedimentů a ojedinělých neovulkanických suků. Ve střední a jihovýchodní části až převážně, jinde nepatrně až málo zalesněna borovými a smrkovými porosty, dubem a břízou. Jinde převažují travní porosty, pole a zástavba.

## Geomorfologické členění
Okrsek Českolipská kotlina (dle Jaromíra Demka VIA-1B-2) náleží do celku Ralská pahorkatina a podcelku Zákupská pahorkatina. Dále se člení na podokrsky Dobranovská kotlina na západě a Mimoňská kotlina na východě. Kotlina sousedí s dalšími okrsky Ralské pahorkatiny (Cvikovská pahorkatina na severu, Kotelská vrchovina na východě, Bezdězská vrchovina a Jestřebská kotlina na jihovýchodě, Provodínská pahorkatina na jihu) a na západě s Českým středohořím.

## Významné vrcholy
Nejvyšším vrcholem Českolipské kotliny je českolipský Špičák (446 m n. m.). Všechny významné vrcholy leží v podřízené Dobranovské kotlině.
- Špičák (446 m), na severním okraji České Lípy
- Hůrka (327 m), na jv. okraji České Lípy
- Mlýnský vrch (321 m), jv. od obce Stružnice
- Strážný vrch (305 m), na východním okraji obce Horní Libchava
- Vinný vrch (302 m), na jv. okraji obce Horní Libchava
- Holý vrch (301 m), na západním okraji České Lípy
- Žizníkovský vrch (295 m), na jv. okraji České Lípy
- Rasova hůrka (291 m), na jv. okraji České Lípy

## Vodopis
Územím protéká od východu tekoucí Ploučnice, ze severu přitékající její přítok Šporka a z jihovýchodu Robečský potok. Je zde řada rybníků, z nichž řada je začleněna do chráněných lokalit, přírodních rezervací a památek: Hradčanské rybníky, Manušické rybníky, Stružnické rybníky, Cihelenské rybníky, Česká Lípa – mokřad v nivě Šporky.

## Turistika, cestovní ruch
Centrem kotliny je město Česká Lípa s mnoha kulturními památkami, které je zároveň křižovatkou řady značených turistických tras (včetně mezinárodní evropské trasy E10), cyklostezek silnic a železničních tratí. Na okraji města je vybudováno několik naučných stezek. Ne všechny vrcholů nejvyšších kopců jsou snadno dosažitelné, oplocený je vrchol českolipského Špičáku, zmizely cesty na příkré a zarostlé vrchy, např. Vinný vrch, kde býval nevelký hrad.

## Fotogalerie kopců

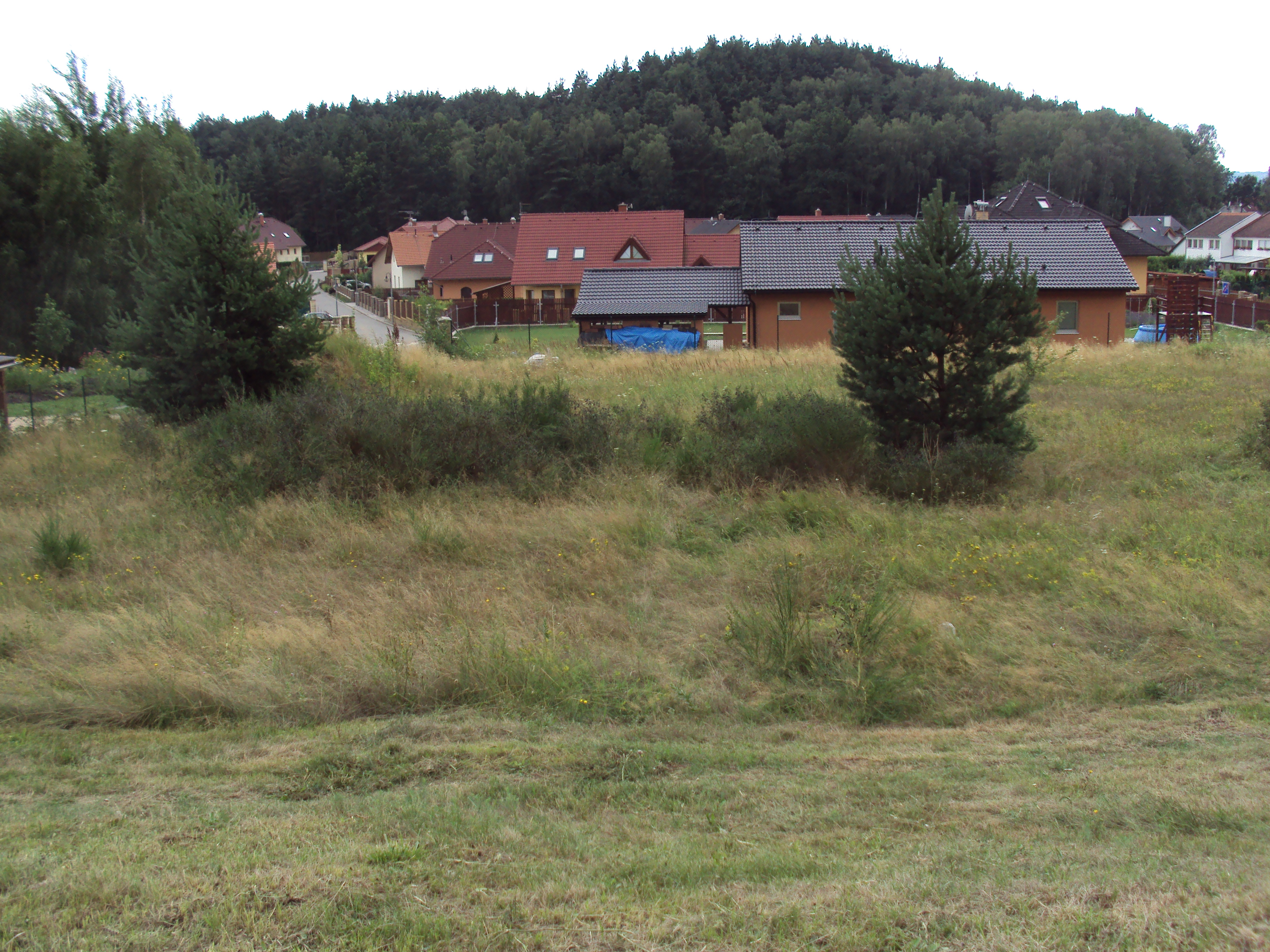
Kopec Hůrka nad čtvrtí Svárov v České Lípě
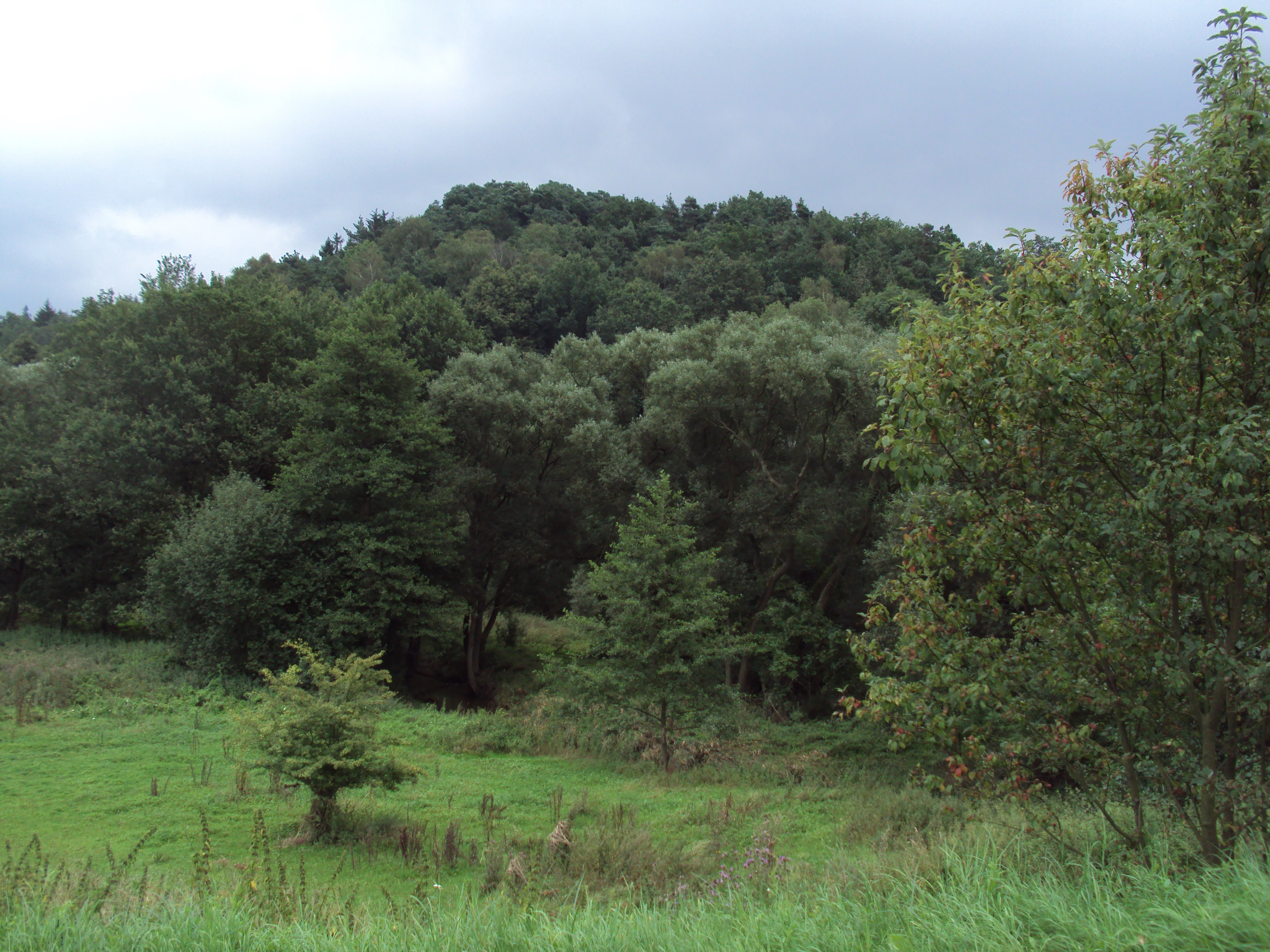
Vinný vrch u obce Libchava
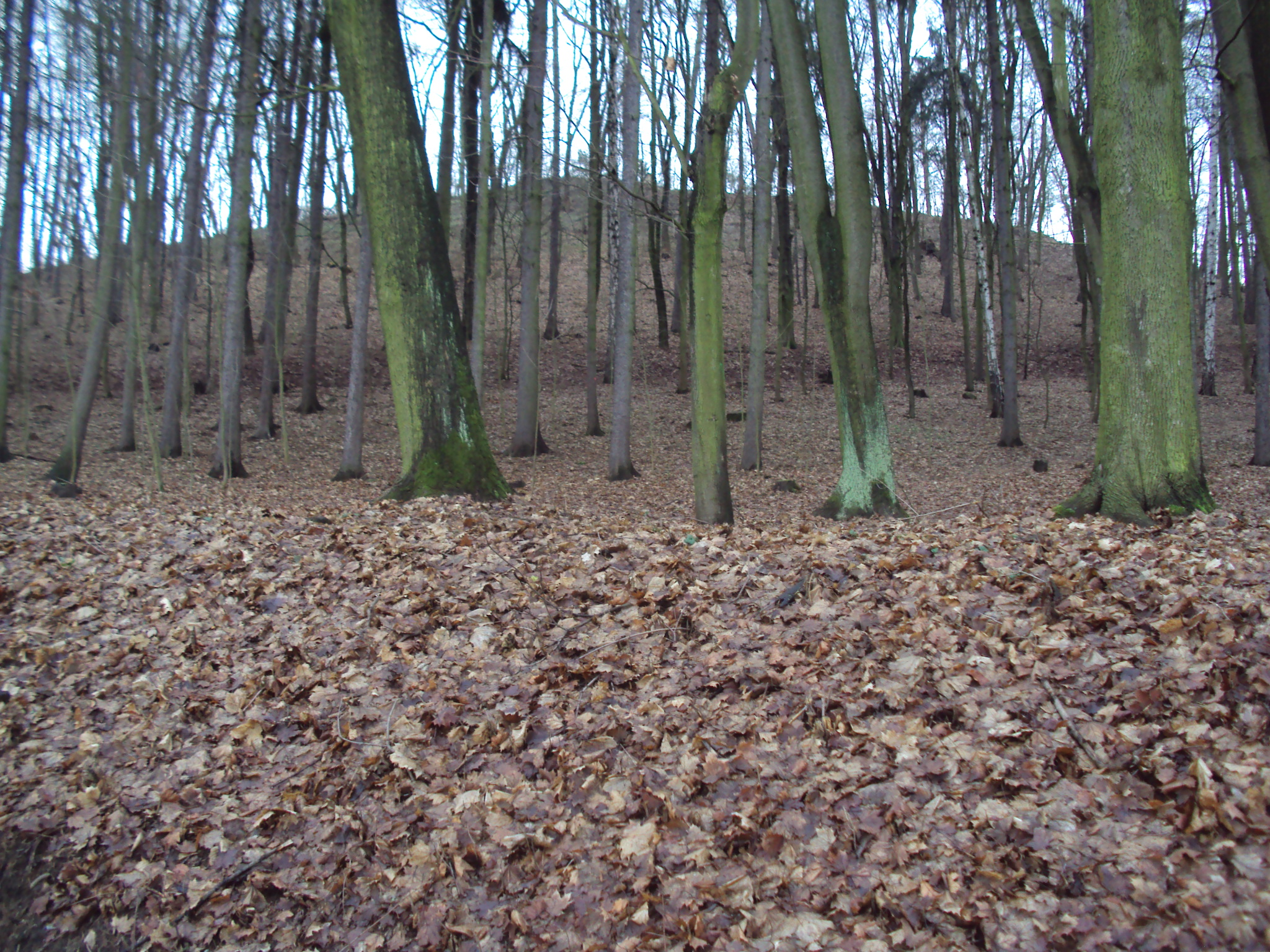
Holý vrch na okraji České Lípy